# Rhagio itoi
Rhagio itoi är en tvåvingeart som beskrevs av Akira Nagatomi 1952. Rhagio itoi ingår i släktet Rhagio och familjen snäppflugor. Inga underarter finns listade i Catalogue of Life.